# Oberschwarzenbach (Lindlar)
Oberschwarzenbach ist ein Ortsteil der Gemeinde Lindlar im Oberbergischen Kreis in Nordrhein-Westfalen.

## Lage und Beschreibung
Oberschwarzenbach liegt nordwestlich von Lindlar an der Landesstraße 168, die die Landesstraße 284 bei Schätzmühle mit dem Lindlarer Ortskern verbindet. Weitere Nachbarorte sind Merlenbach, Schätzmühle und Unterschwarzenbach.

## Geschichte
Aus der Charte des Herzogthums Berg 1789 des Carl Friedrich von Wiebeking geht hervor, dass der Ort zu dieser Zeit Teil der Unteren Dorfhonschaft Lindlar im unteren Kirchspiel Lindlar war.
Der Ort ist auf der Topographischen Aufnahme der Rheinlande von 1825 als Schwarzemich verzeichnet. Die Preußische Uraufnahme von 1840 zeigt den Wohnplatz unter dem Namen In der Schwarzenbach. Ab der Preußischen Neuaufnahme von 1894/96 ist der Ort auf Messtischblättern regelmäßig als Obr. Schwarzenbach verzeichnet.
1822 lebten 17 Menschen im als Hof kategorisierten und Schwarzenbach bezeichneten Ort, der nach dem Zusammenbruch der napoleonischen Administration und deren Ablösung zur Bürgermeisterei Lindlar im Kreis Wipperfürth gehörte. Für das Jahr 1830 werden für den als Schwarzenbach bezeichneten Ort 17 Einwohner angegeben. Der 1845 laut der Uebersicht des Regierungs-Bezirks Cöln als Hof kategorisierte Ort besaß zu dieser Zeit zwei Wohngebäude mit 21 Einwohnern, alle katholischen Bekenntnisses. Die Gemeinde- und Gutbezirksstatistik der Rheinprovinz führt Oberschwarzenbach 1871 mit einem Wohnhaus und elf Einwohnern auf. Im Gemeindelexikon für die Provinz Rheinland von 1888 werden für Ober Schwarzenbach ein Wohnhaus mit acht Einwohnern angegeben. 1895 besitzt der Ort ein Wohnhaus mit fünf Einwohnern, 1905 werden für beide Teilorte als Schwarzenbach zwei Wohnhäuser und elf Einwohner angegeben.